# 4681 Ermak
4681 Ermak eller 1969 TC2 är en asteroid i huvudbältet som upptäcktes den 8 oktober 1969 av den ryska astronomen Ljudmila Tjernych vid Krims astrofysiska observatorium på Krim. Den är uppkallad efter Jermak Timofejevitj.
Asteroiden har en diameter på ungefär 12 kilometer och den tillhör asteroidgruppen Eos.